# Harrisonburg (Luizjana)
Harrisonburg – wieś w Stanach Zjednoczonych, w stanie Luizjana, siedziba administracyjna parafii Catahoula.